# 榜鵝輕軌
榜鵝輕軌（英語：Punggol LRT line）是新加坡一條自動導向交通路線，全長10.3公里，共設14座車站，2005年1月29日通車營運，將榜鵝各住宅區與新加坡地鐵東北線連結起來。榜鵝輕軌是新加坡輕軌第三條路線，與其他路線一樣全部高架並使用自動化列車。榜鵝輕軌是第二條由新捷運營運的輕軌路線。

## 歷史
榜鵝輕軌的計劃於1999年1月發展榜鵝新鎮的同時公佈。工程於2000年6月開工，由勝科工業、三菱重工業和三菱商事組成的財團負責興建，耗資3.54億新元。1999年5月20日，榜鵝輕軌由新加坡巴士（今新捷運）獲得經營權。榜鵝輕軌第一期於2004年6月完工並由陸路交通管理局進行測試。該年12月1日，榜鵝輕軌由新捷運接管，並進行更多試運和員工訓練。榜鵝輕軌東環於2005年1月29日通車。然而由於當時該線部分車站附近沒有發展，只有由海灣站至卡達魯站各站啟用。榜鵝輕軌西環分階段於2014年6月29日通車。
榜鵝站有一條被蓋住的中央軌道以及從德利站有兩條軌道分支，預留通往榜鵝北的支線，但這些計劃都被取消，由榜鵝海岸站取代。

### 改善
2012年10月31日，陸路交通管理局公佈自2016年首季起，盛港輕軌和榜鵝輕軌都會提升至兩節車廂以增加載客量。同時訂購了16節新列車，列車總數增至57節。更長的列車同時也需要修改信號和通訊系統。
2016年12月29日起，榜鵝輕軌東環在繁忙時間以兩節列車營運。
2021年2月5日，陸路交通管理局公佈購入17列兩節列車供盛港輕軌和榜鵝輕軌使用，新列車會依次於2024年至2027年間送達。為了停放新增的列車，盛港車廠會從目前3.5公頃擴建至11.1公頃確保新列車有充足容量停放和維修的空間。車廠擴建亦同時興建兩條新的接收軌道以減少列車出發時間。為了確保有足夠電力支持更多的列車，同步將增建3座新發電廠，完工後將有8座發電廠支援盛港輕軌。

## 營運模式
現時榜鵝輕軌行走路綫有四種，均以榜鵝站為首末站。
- A綫：順時針方向的循環綫，行經西環的樹德站。
- B綫：逆時針方向的循環綫，行經西環的三記站。
- C綫：順時針方向的循環綫，行經東環的達邁站。
- D綫：逆時針方向的循環綫，行經東環的海灣站。

## 车站

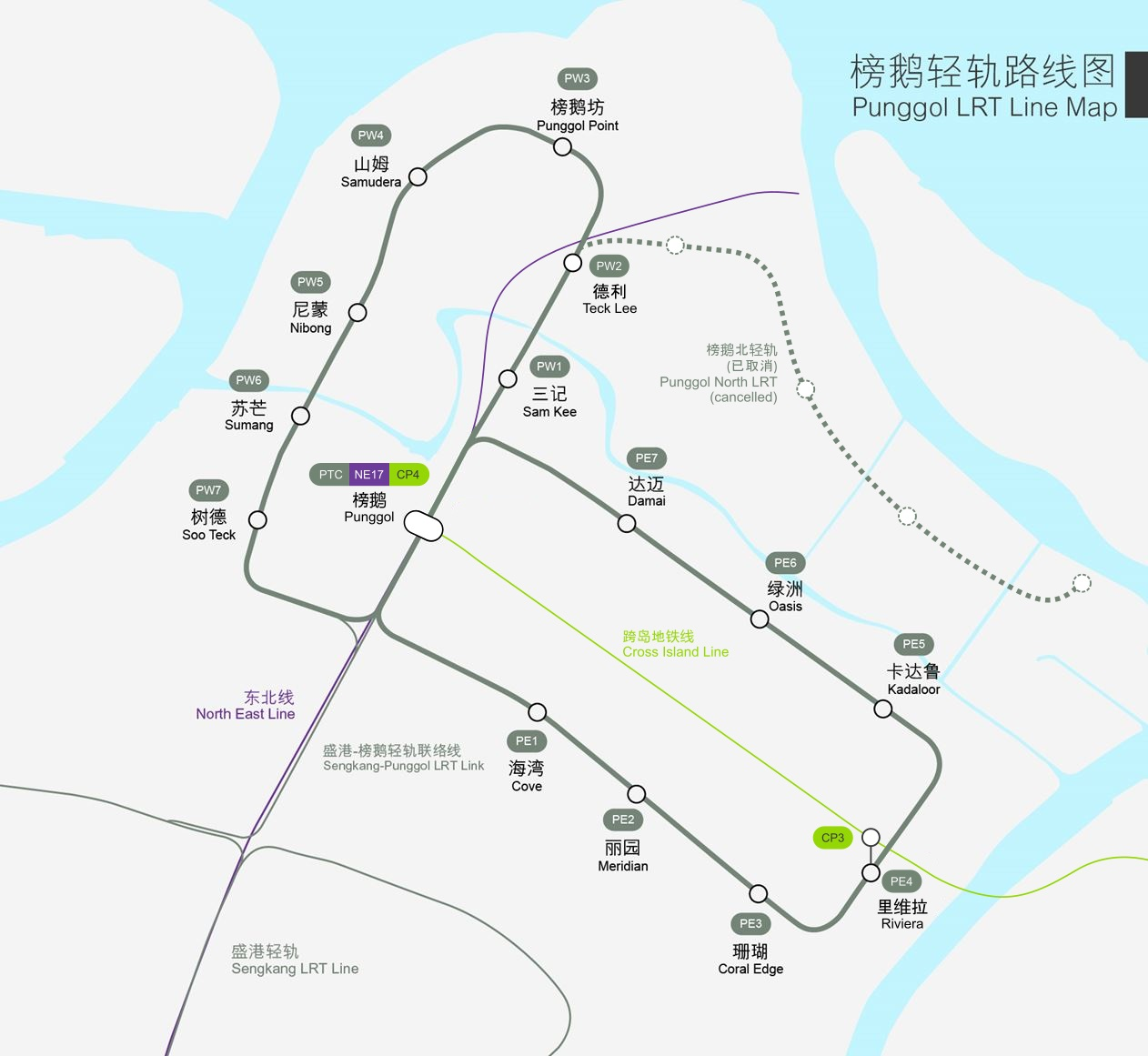
榜鵝輕軌路線圖

| 車站編號 | 車站名稱 | 車站名稱      | 車站名稱 | 車站接駁                            | 启用日期       |
| 車站編號 | 中文     | 英文          | 泰米爾語 | 車站接駁                            | 启用日期       |
| -------- | -------- | ------------- | -------- | ----------------------------------- | -------------- |
| 榜鵝輕軌 |          |               |          |                                     |                |
| 首末站   |          |               |          |                                     |                |
| PTC NE17 | 榜鵝     | Punggol       | பொங்கோல்     | 东北线 (North East Line) 公交转乘站 | 2005年1月29日  |
| 东环段   |          |               |          |                                     |                |
| PE1      | 海灣     | Cove          | கோவ்       |                                     | 2005年1月29日  |
| PE2      | 麗園     | Meridian      | மெரிடியன்    |                                     | 2005年1月29日  |
| PE3      | 珊瑚     | Coral Edge    | கோரல் எட்ஜ்  |                                     | 2005年1月29日  |
| PE4      | 里維拉   | Riviera       | றிவியாரா     |                                     | 2005年1月29日  |
| PE5      | 卡達魯   | Kadaloor      | கடலூர்     |                                     | 2005年1月29日  |
| PE6      | 綠洲     | Oasis         | ஓய்கிஸ்     |                                     | 2007年6月15日  |
| PE7      | 達邁     | Damai         | தாமி       |                                     | 2011年6月20日  |
| 西环段   |          |               |          |                                     |                |
| PW1      | 三記     | Sam Kee       | ஸம் கீ     |                                     | 2016年2月29日  |
| PW2      | 德利     | Teck Lee      | டெக் லீ     |                                     | 2024年8月15日  |
| PW3      | 榜鵝坊   | Punggol Point | பொங்கோல் பொஇன் |                                     | 2016年12月29日 |
| PW4      | 山姆     | Samudera      | ஸமுதெரா     |                                     | 2017年3月31日  |
| PW5      | 尼蒙     | Nibong        | நிபொங்      |                                     | 2014年6月29日  |
| PW6      | 蘇芒     | Sumang        | ஸுமாங்      |                                     | 2014年6月29日  |
| PW7      | 樹德     | Soo Teck      | ஸூ டெக்     |                                     | 2014年6月29日  |